# Robert de Beauplan
Pour les articles homonymes, voir Beauplan.
Robert de Beauplan (né à Meudon le 10 février 1882 et mort à Versailles le 22 décembre 1951) est un journaliste et essayiste français, collaborationniste et antisémite.

## Biographie
Normalien, agrégé de lettres, enseignant dans des lycées de province et au réputé collège Sainte-Barbe, Robert de Beauplan commence à collaborer en 1904 à L'Illustration, dont le rédacteur en chef n'était autre que son beau-père. Beauplan est alors considéré comme un homme de gauche, dreyfusard, pacifiste, voire antimilitariste.
Durant la guerre 1914-1918, il est attaché à l'état-major du général Pétain, qu'il côtoie presque quotidiennement, et auquel il vouera toute sa vie une admiration sans faille.
Après la guerre, il abandonne l'enseignement pour le journalisme: il est successivement rédacteur en chef de L'Éclair, puis de La Liberté (1920-21), avant de collaborer à L'Illustration, s'intéressant à la vie mondaine, au théâtre, au cinéma, aux voyages en auto (traversée du Sahara, expéditions diverses), à la Syrie sous mandat, à la guerre italo-éthiopienne, à l'économie des colonies, etc.
On lui doit aussi un petit ouvrage, paru en 1939, qui dénonce l'antisémitisme des nazis : Le Drame juif. Il y écrit notamment : « La persécution des Juifs, que l'hitlérisme a remis en vigueur, constitue une dangereuse régression de la civilisation. Il n'est pas admissible qu'une catégorie de citoyens, sans avoir commis aucun délit, puisse être rejetée du corps social »...  Cet ouvrage figurera sur la première liste des livres interdits et confisqués par les autorités allemandes d'occupation dès le mois d'août 1940 (liste Bernhard).
Robert de Beauplan va pourtant devenir un des chantres de la politique de collaboration, en même temps qu'il devient férocement antisémite... Après sa rupture avec L'Illustration, en mai 1942, pour des raisons financières, il devient rédacteur politique au quotidien Le Matin, franchement pro-allemand, propriété de Maurice Bunau-Varilla. En décembre 1942, il n'hésite pas à fustiger le gouvernement de  Vichy pour sa « tièdeur » : « Que deux ans après Montoire, on en soit encore à espérer le commencement de la collaboration, voilà qui est grave pour nous », écrit-il quelques jours après l'occupation de la zone libre par les Allemands. Il participe à diverses autres publications de la presse collaborationniste, ainsi qu'à Radio Paris, où ses éditoriaux sont parfois très violents.
Le 18 août 1944 il s'enfuit de Paris pour se cacher en province. Meudon, Chateau-Gontier, Saint-Rémy-lès-Chevreuse, Solesmes sont les principales étapes de son périple de clandestinité. Il est arrêté le 27 juin 1945 près de l'Abbaye de Solesmes. À la Libération, Robert de Beauplan figure sur la liste noire du CNE. L'ancien speaker de Radio Paris est jugé, défendu par Me Albert Naud et condamné à mort en novembre 1945, verra sa peine commuée en emprisonnement à perpétuité en février 1946. Il doit sans doute cette grâce à sa fille, qui faisait partie des Forces françaises libres à Londres.